# Бухвиц, Отто
Отто Бу́хвиц (нем. Otto Buchwitz; 27 апреля 1879, Бреслау, Пруссия — 9 июля 1964[…], Дрезден) — немецкий политик, член СДПГ и СЕПГ. Дважды Герой труда ГДР (1954, 1964).

## Биография
Отто Бухвиц учился в народной школе в 1885—1893 годах, затем до 1896 года обучался на рабочего-металлиста. В 1896 году вступил в профсоюз рабочих металлургической промышленности и в 1898 году — в СДПГ. До 1907 года работал по профессии, также ткачом. В 1908 году был назначен секретарём Германского союза работников текстильной промышленности в Хемнице. В 1914 году был призван на военную службу, до конца войны воевал в Восточной Пруссии. В 1919 году был назначен заместителем ландрата по району Гёрлиц. В 1920 году Бухвиц был избран политическим секретарём окружного комитета СДПГ в провинции Нижняя Силезия. После провозглашения Веймарской республики являлся депутатом ландтага провинции Силезия. В 1921—1924 годах Бухвиц являлся депутатом прусского ландтага, в 1924—1933 годах — рейхстага.
После прихода к власти Гитлера Бухвиц вместе с другими социал-демократами голосовал против закона о чрезвычайных полномочиях и эмигрировал в Данию, где занимался переправкой противников нацистского режима в Швецию и писал для издававшейся в Брюсселе антифашистской еженедельной газеты Freies Deutschland. После оккупации Дании в 1940 году Бухвиц был арестован в апреле и в июле был передан гестапо. В июле 1941 года Бухвиц был приговорён к восьми годам тюремного заключения. До конца Второй мировой войны Отто Бухвиц отбывал наказание в Бранденбургской тюрьме, где поддерживал контакты с местным коммунистическим подпольем.
После войны Бухвиц активно участвовал в подготовке объединения КПГ и СДПГ в СЕПГ, хотя до войны он не всегда поддерживал коммунистов. Его самым главным противником в Саксонии был Станислав Трабальски. С апреля 1946 по декабрь 1948 года вместе с Вильгельмом Кёненом Бухвиц возглавлял СЕПГ в Саксонии. С апреля 1946 по июль 1964 года Бухвиц входил в состав правления и ЦК СЕПГ. 29 ноября 1948 года вместе с Германом Матерном был избран председателем Центральной партийной контрольной комиссии и оставался на этой должности вплоть до III съезда СЕПГ в июле 1950 года. Оставался членом ЦПКК до своей смерти. Бухвиц являлся депутатом саксонского ландтага с 1946 года и до его роспуска в 1952 году. В этот период занимал должность председателя ландтага и был избран депутатом Народной палаты ГДР. В 1953 году безуспешно пытался нормализовать ситуацию во время событий 17 июня. В 1953 году по состоянию здоровью сложил свои полномочия. В 1957 году Бухвицу было присвоено звание почётного сенатора Дрезденской высшей технической школы. 27 апреля 1963 года Бухвиц был удостоен звания почётного гражданина города Дрездена. Похоронен на Луговом кладбище в Дрездене. Имя Отто Бухвица в ГДР носили несколько улиц, школ и других общественных учреждений.

## Сочинения
- Otto Buchwitz: Ursachen der Niederlage der deutschen Arbeiterbewegung (hg. von Heinz Niemann), in: Jahrbuch für Forschungen zur Geschichte der Arbeiterbewegung, Heft I/2003.